# Akkal-Jauratj
Akkal-Jauratj är en sjö i Jokkmokks kommun i Lappland och ingår i Luleälvens huvudavrinningsområde. Sjön har en area på 0,116 kvadratkilometer och ligger 302 meter över havet.

## Delavrinningsområde
Akkal-Jauratj ingår i det delavrinningsområde (743119-162006) som SMHI kallar för Utloppet av Liebben. Medelhöjden är 423 meter över havet och ytan är 23,49 kvadratkilometer. Räknas de 133 avrinningsområdena uppströms in blir den ackumulerade arean 2 321,66 kvadratkilometer. Blackälven som avvattnar avrinningsområdet har biflödesordning 3, vilket innebär att vattnet flödar genom totalt 3 vattendrag innan det når havet efter 260 kilometer. Avrinningsområdet består mestadels av skog (95 procent). Avrinningsområdet har 0,79 kvadratkilometer vattenytor vilket ger det en sjöprocent på 3,4 procent.